# Gradisca de Sedegliano
Gradisca de Sedegliano (Grediscje en friulano) es una fracción del municipio de Sedegliano en la provincia de Udine, región autónoma de Friuli-Venecia Julia, situada junto al río Tagliamento. Cuenta con una población de 727 habitantes.
En la entrada a la aldea, en 2000, se encontraron restos de uno de los más antiguos castelliere de la región (entre 1500 y 1700 años a. C.). Estos pequeños asentamientos fortificados protohistóricos construidos en posición elevada, fueron habituales en el Véneto, en el Carso, en el Friul y en Istria.